# Caleb Clarke
Pour les articles homonymes, voir Clarke.

a Compétitions nationales et continentales officielles uniquement.

b Matchs officiels uniquement.
Dernière mise à jour le 25 novembre 2024.
Caleb Clarke, né le 29 mars 1999 à Auckland (Nouvelle-Zélande), est un joueur de rugby à XV et rugby à sept néo-zélandais, évoluant au poste d'ailier. Il joue avec la franchise des Blues en Super Rugby depuis 2018, et avec la province d'Auckland en NPC depuis 2017.

## Biographie
Caleb Clarke est le fils d'Eroni Clarke, ancien joueur de rugby à XV au poste de centre, et ayant connu dix sélections avec les All Blacks entre 1992 et 1998. Il est également le petit-fils de Iafeta Clarke, qui a joué pour les Samoa occidentales en 1971.

## Carrière

### En club
Caleb Clarke commence à jouer au rugby à l'âge de sept ans, avec le Suburbs RFC, où ont également joués son père et son grand-père,. Il pratique également l'athlétisme à partir de ses dix ans, se montrant particulièrement performant grâce à sa vitesse. Il est scolarisé à la Mount Albert Grammar School (en) d'Auckland, où il joue avec l'équipe de l'établissement,. Il joue également avec les équipes jeunes de la province d'Auckland et des Blues. Il est dispose également du statut d'apprenti avec les Blues en 2017, ce qui lui permet de s'entrainer avec l'effectif senior, afin de découvrir de l'exigence du haut niveau.
À l'âge de 18 ans, il est retenu par la province d'Auckland pour disputer la saison 2017 de NPC,.
Après une saison avec Auckland, il est recruté par la franchise des Blues en Super Rugby disputer la saison 2018. Il joue son premier match le 5 mai 2018 contre les Waratahs. Il ne dispute que cinq rencontres lors de sa première saison, en raison de son implication avec les sélections néo-zélandaises à sept et des moins de 20 ans.
Plus tard en 2018, il remporte le NPC avec Auckland, après une finale remportée au bout des prolongations contre Canterbury, qu'il joue comme remplaçant,.
En 2019, il voit son temps de jeu augmenter avec les Blues (huit matchs) grâce à sa décision de renoncer à disputer le mondial junior 2019, afin de consacrer à sa carrière en club.
La saison suivante, il s'impose comme le titulaire indiscutable à l'aile des Blues, et il est considéré comme un des joueurs les plus prometteur à son poste en Nouvelle-Zélande,.

### En équipe nationale
Caleb Clarke joue avec la sélection scolaire néo-zélandaise (en) pendant deux années de suite, en 2015 et 2016,.
En 2017, il est surclassé avec l'équipe de Nouvelle-Zélande des moins de 20 ans pour participer au Championnat du monde junior 2017 en Géorgie. Son équipe remporte la compétition, et Clarke inscrit six essais en cinq matchs.
Il est à nouveau sélectionné l'année suivante pour participer au championnat du monde en France, où son équipe termine à la quatrième place,. Il ne dispute cependant pas un troisième mondial en 2019, car il décide de rester jouer avec les Blues.
Il rejoint l'équipe de Nouvelle-Zélande de rugby à sept en janvier 2018 à l'occasion du tournoi de Sydney dans le cadre des World Rugby Sevens Series. Il dispute deux tournois lors de sa première saison. Il remporte également la Coupe du monde de rugby à sept en 2018. Après avoir été absent en 2019, il fait son retour à sept au début de l'année 2020, et dispute trois tournois avant que la saison ne soit interrompue à cause de la pandémie de Covid-19,.
En septembre 2020, il est sélectionné pour la première fois avec les All Blacks par Ian Foster, afin de participer à la série de test-matchs contre l'Australie. Il connait sa première cape le 11 octobre 2020, à l’occasion d’un match contre l'équipe d'Australie à Wellington.

## Statistiques

### En équipe nationale
Au 18 novembre 2024, Caleb Clarke compte 29 capes en équipe de Nouvelle-Zélande, dont 25 en tant que titulaire et 13 essais soit (65 points), depuis le 11 octobre 2020 contre l'équipe d'Australie à Wellington. Avec les Kiwis, il dispute une Coupe du monde en 2023. Il participe à quatre éditions du Rugby Championship, en 2020, 2022, 2023 et 2024. Il dispute seize rencontres dans cette compétition,.

## Palmarès

### En club et province
- Vainqueur du NPC avec Auckland en 2018.

### En équipe nationale
- Vainqueur du Rugby Championship en 2020, 2022 et 2023.
- Finaliste de la Coupe du monde 2023.

### Distinctions personnelles
- Meilleur marqueur d'essais du Rugby Championship en 2024 (6 essais).